# Landrumius insignis
Landrumius insignis is een eenoogkreeftjessoort uit de familie van de Scolecitrichidae. De wetenschappelijke naam van de soort werd in 1920  voor het eerst geldig gepubliceerd door Georg Ossian Sars.